# Обыкновенный фашизм
«Обыкнове́нный фаши́зм» — советский двухсерийный публицистический документальный фильм режиссёра Михаила Ромма, снятый на киностудии «Мосфильм» и вышедший на экраны в 1965 году.
Фильм рассказывает об истории и идеологии фашизма, зарождении этого явления в Италии, дальнейшем распространении его в Испании и других странах Европы, но главный акцент сделан на тоталитарной системе и преступлениях нацистской Германии в годы Второй мировой войны. Позднее при анализе данного фильма в ряде интервью и публикаций были предприняты попытки сравнения и отождествления германского национал-социализма и фашизма в целом с коммунистическим строем в СССР и конкретно с эпохой сталинизма. 

## Содержание и художественные особенности
В фильме использованы: европейская кинохроника предвоенных лет, трофейные хроникальные материалы из киноархивов министерства пропаганды гитлеровской Германии и личного фотоархива Гитлера, а также многочисленные личные любительские снимки, обнаруженные у военнослужащих вермахта и СС.
О целях фильма режиссёр говорил:
Из огромного количества материала мы отобрали то, что показалось нам самым поразительным, что даёт нам возможность вместе с вами поразмышлять…
Фильм Михаила Ромма, созданный по инициативе Майи Туровской и Юрия Ханютина, продолжает традицию, заложенную в советскую документалистику Эсфирью Шуб — создание вымышленного или настоящего сюжета из оригинальных монтажных кинофильмов кинохроники другого государства (в случае Шуб это найденный ею правительственный архив хроники царской России). М. Ромм для этой же цели воспользовался немецкими архивами, архивами послевоенных антифашистских организаций и архивом фотоснимков, изъятых у немецких военнослужащих.
Ромм, прямой последователь Эйзенштейна, Вертова и Пудовкина, в этом фильме мастерски использует выразительные средства монтажа, музыкального оформления, публицистической речи для характеристики нацистского режима. Именно за счёт контрапункта хроникальных кадров, закадровой речи и музыки фильм оказывает настолько сильное эмоциональное воздействие на зрителя.
Закадровый комментарий выполнен самим режиссёром. Вначале Ромм искал для этой цели диктора, но его товарищи, услышав рабочие версии комментария, записанные им самим, посоветовали самостоятельно записать закадровый текст. Разговорный характер комментария, который проявляется в синтаксисе, лексике, интонациях, стал одним из главных отличительных признаков фильма.
Ромм использует приёмы «на грани» — с помощью обратного воспроизведения повторяет несколько раз поцелуй партийного функционера с заводчиком Круппом (подчёркивает низкопоклонство партийцев перед «капиталом»), пользуется стоп-кадрами с наиболее непривлекательными выражениями лиц нацистских лидеров.
Кинофильм Ромма — один из выдающихся публицистических документальных фильмов советской эпохи. В развитии средств выражения документального кино он стоит рядом с таким режиссёром, как Самарий Зеликин («Шинов и другие», 1967). Именно Зеликин первым ввёл закадровый комментарий и прямое выступление автора перед камерой в советский документальный фильм как публицистическое выразительное средство. Фильмы Зеликина в основном имели большой успех у профессионального сообщества, но не выпускались для широкого просмотра из-за их острой социальной направленности.
Аналогичным градусом гуманистического пафоса отличается последний, незаконченный фильм Ромма «И всё-таки я верю…» (1974), завершённый Элемом Климовым, Марленом Хуциевым и Германом Лавровым.

## Работа над фильмом
В качестве консультанта фильма Ромму активно помогал Эрнст Генри. Этому опыту Эрнст Генри посвятил статью «История языком кино», где назвал Ромма «выдающимся, первоклассным кинопублицистом» и «большим и светлым человеком». Именно Эрнст Генри помог фильму преодолеть советскую цензуру, как вспоминает Майя Туровская: 
Эрнст Генри был консультантом Ромма по фильму. Мы с ним дела не имели, я его очень не любила. Он был старый разведчик, коминтерновец, для которого мир был весь чёрно-белый. Но он был очень «провёрнутый». И он сказал [Ромму], что обычным путём эта картина не пройдёт потому, почему и книжка не прошла, надо идти другим путём. …
Он ему посоветовал пойти в ЦК. Тогда был новый отдел соцстран, заведовал им Андропов, который ещё не был в КГБ. Он набрал молодых людей, которые отличались от прежних тем, что они были образованные, они знали языки своих стран. Он им велел дружить с интеллигенцией. … Это были так называемые «андроповские мальчики», их тогда там называли, — Бовин, Овчинников, их там была целая куча. … Михаил Ильич пригласил их отдел на просмотр картины, это было на «Мосфильме». Нас он тоже на этот просмотр провёл. И мы смотрели картину вместе с ними, они были, может быть, первые посторонние зрители. Они были, естественно, совершенно потрясены картиной.
Там выработали такую стратегию, что картину не показывают начальству, Госкино и так далее, приглашают на Лейпцигский фестиваль [в ноябре 1965]... Вот когда её посмотрел Ульбрихт, и братская компартия её разрешила в лице её первого секретаря ЦК СЕПГ, то она вернулась сюда уже разрешённой.

## Подтекст
Как сообщают С. Чарный и Ю. Папоров, Михаил Ромм в фильме в крайне завуалированной форме экстраполировал реалии советского строя на Третий рейх. 
Существует легенда, что советский идеолог М. А. Суслов, просмотрев фильм до его премьерного показа и усмотрев в нём параллели между советской и фашистской системами, вызвал к себе Ромма и спросил его: «Михаил Ильич, а почему вы нас так не любите?»
После этого плёнка на долгие годы[сколько?] отправилась в хранилище прежде чем фильм был продемонстрирован массовой зрительской аудитории.

По словам сценариста фильма Майи Туровской:
Наши вопросы обращены не только к нацистской Германии, но и к собственной стране. Мы имели в виду любой вид тоталитаризма, и, вообще говоря, фильм так и сделан. <...> такая популярность фильма, которая вообще говоря, документальному кино не свойственна, зависела от того, что мы первые людям показали, что касалось их самих, их собственной жизни. <...>  это был фильм не только о них, но и о нас – я думаю, что это и придало ему такую популярность.
В интервью «Литературное газете» в 1995 году писатель-фантаст Борис Стругацкий так интерпретирует подтекст фильма:
Я прекрасно помню времена, когда сама мысль о параллели между (немецким) фашизмом и (советским) коммунизмом показалась бы мне кощунственной. Однако, когда на экраны страны вышел поразительный по своей разоблачительной силе фильм Ромма «Обыкновенный фашизм», и я, и большинство моих друзей уже как должное восприняли скрытый замысел режиссёра – продемонстрировать страшное, безусловное, инфернально глубокое сходство между двумя режимами.
И продолжая мысль о сущности тоталитарных систем, Стругацкий заключает, что:
Теперь-то всякому разумному человеку ясно, что коммунизм и фашизм – «близнецы-братья», ибо растут оба эти режима из единого корня, носящего название «тоталитарное государство».
Подобная параллель упомянута и в известном романе Всеволода Кочетова «Чего же ты хочешь?»:
Недавно я смотрел одну хроникальную картину о фашизме. Так там, видела бы ты, как дело представлено! В зале, понятно, смех. Хитро представлено, я тебе скажу. Вроде бы оно о Гитлере, а намёк на нас. И такой эпизодик, и другой. В зале, понятно, смех — народ не дурак, понимает эти фокусы.

Это признавал японский славист Харуки Вада: 
В 1965 г. на экраны вышел фильм Михаила Ромма «Обыкновенный фашизм», проникнутый горячим желанием второй кампании критики Сталина.
Немецкий публицист украинского происхождения Вадим Зайдман вспоминает:
<…> «Обыкновенный фашизм», в котором впервые — в фильме, вышедшем на экраны! — явно прочитывались параллели между фашизмом и коммунизмом. Кадры немецкой хроники с обожествлением Гитлера сразу же вызывали в памяти такие же кадры советской хроники. Гитлер на трибуне и тянущиеся к нему снизу сотни рук обезумевших от экстаза немцев, только бы прикоснуться к пальчикам фюрера, — и словно зеркальные такие же кадры Сталина на трибуне и так же тянущиеся к нему сотни рук, лишь бы прикоснуться к рукам вождя всех времён и народов. Даже я, впервые посмотревший «Обыкновенный фашизм» в подростковом ещё возрасте, понял, что хотели сказать авторы фильма, на что «тонко» намекали, и почувствовал себя неуютно от приоткрывшейся страшной правды. <…> И Михаил Ромм, читавший закадровый комментарий, зачастую издевательский, явно намекал нам, что он не только над немецким фюрером глумится.

Журналист Дмитрий Губин критиковал фильм за неуместный юмор: 
Теперь я бы поставил в вину Михаилу Ромму фильм «Обыкновенный фашизм», где Ромм постоянно смеется над Гитлером (ах, посмотрите, Гитлер не знает, куда деть руки, - ах, ха-ха, наконец-то сцепил их в замок на лобке!). А нужно было ужасаться банальности зла и тому, что Гитлер может воскреснуть в головах его победителей.

## Зарубежный прокат
В Великобритании фильм демонстрировался под названием «Эхо солдатского сапога» (англ. Echo of the Jackboot), а в США — «Триумф над насилием» (англ. Triumph Over Violence).

## Награды
- 1965 год, ноябрь — Приз «Золотой голубь» и приз кинокритиков на VIII Международном кинофестивале документальных фильмов в Лейпциге.
- 1966 год — Всесоюзный кинофестиваль — Специальный приз жюри режиссёру по разделу хроникально-документальных фильмов.